# Phare de Blackwell Island
Cet article possède un paronyme, voir Blackwell's Island.
Le phare de Blackwell Island est un phare en pierre situé à l'extrémité nord de l'île de Roosevelt Island (anciennement Blackwell Island puis Welfare Island) dans l'East River à New York.
Il est inscrit au Registre national des lieux historiques depuis le 16  mars 1972  et déclaré National Historic Landmark le 23 mars 1976.

## Histoire
L'île Blackwell, qui s'appelait Welfare Island de 1921 à 1973 et qui s'appelle maintenant Roosevelt Island, a été achetée par la ville de New York en 1828. Divers équipements ont été construits sur l'île, notamment un pénitencier, un hospice, l'hôpital de la ville, le New York Lunatic Asylum, et le Smallpox Hospital.
En 1872, la ville de New York construisit un phare. L'architecte en charge était James Renwick Jr, qui a également conçu plusieurs autres bâtiments sur l'île comme la cathédrale Saint-Patrick de New-York.
Les légendes abondent sur la construction du phare. Deux noms, John McCarthy et Thomas Maxey, sont associés aux différentes légendes. Le rapport de 1870 du gardien de l'asile d'aliénés indiquait qu'un patient industrieux avait construit une digue près de l'asile qui avait permis de récupérer des terres. Les légendes indiquent qu'un détenu de l'asile a construit un fort pour défendre l'île contre une invasion britannique qu'il craignait. Certaines versions indiquent qu'il avait incorporé des canons de la guerre de Sécession. La légende indique aussi que le constructeur a été corrompu avec de l'argent factice pour démolir le fort pour la construction du phare. D'autres histoires indiquent qu'un détenu de l'asile a construit le phare.

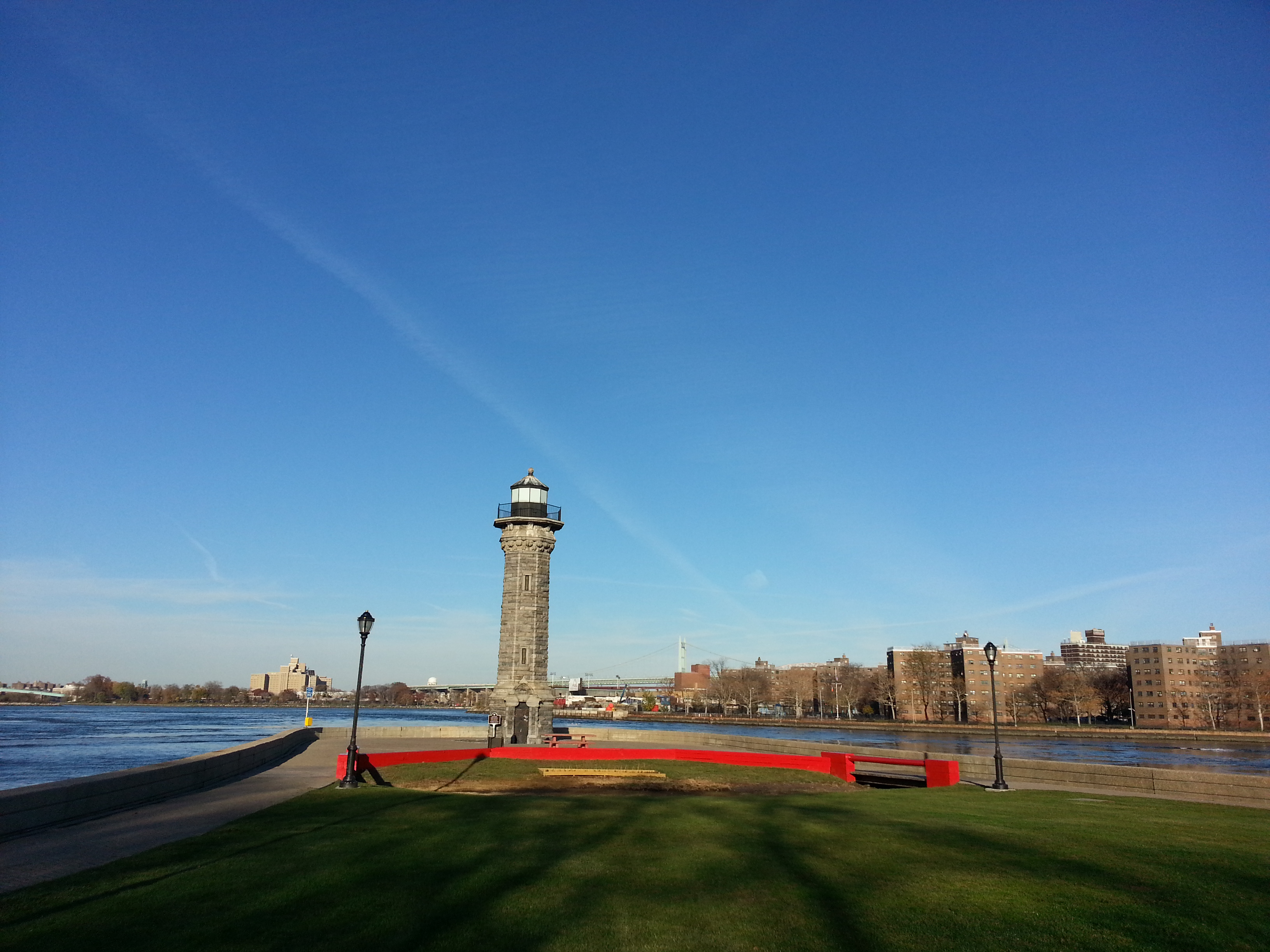

Le phare était exploité par la ville au lieu du United States Lighthouse Board. Dans son rapport annuel de 1893, le conseil du phare louait généralement les opérations du phare de Blackwell Island, mais indiquait que le conseil avait été injustement critiqué en raison de l'incapacité occasionnelle de la ville de laisser la lumière allumée. La Commission a préconisé l’interdiction des feux privés. L'US Coast Pilot de 1917 a indiqué qu’il y avait une lumière privée à l’extrémité nord de l’île. La lumière a été utilisée jusque vers 1940. Dans les années 1970, le phare a été partiellement restauré. La restauration a été achevée en 1998.

### Lien connexe
- Liste des phares de l'État de New York